# Richard Seaford
Richard Anthony Skipton Seaford (* 1949; † 6. Dezember 2023) war ein britischer Gräzist.
Seaford war Professor of Classics and Ancient History an der Universität Exeter. Von 2005 bis 2008 hatte er ein Leverhulme Major Research Fellowship für eine Studie zu Aischylos inne. Von 2013 bis 2014 hatte er ein Fellowship des Arts and Humanities Research Council für eine vergleichende Untersuchung der Anfänge der Philosophie in Indien und Griechenland.
Seaford publizierte zu verschiedenen Bereichen der griechischen Literatur (zu Homer, zur lyrischen Dichtung, zur griechischen Tragödie und dem Satyrspiel, zum Neuen Testament), Kultur (zur Entstehung des Geldes), Philosophie (zu den Vorsokratikern und zum Vergleich mit den Anfängen des indischen Denkens) und Religion (zur Reziprozität im griechischen Ritual und zu Dionysos). Hervorzuheben sind seine Editionen der beiden vollständig erhaltenen dionysischen Dramen (Euripides, Kyklops, Bakchai) und seine Interpretation des Gottes Dionysos sowie seine Geschichte des Geldes in Griechenland, der zufolge dessen Entstehung im 7. Jahrhundert v. Chr. eine wichtige Rolle bei der Herausbildung des griechischen Denkens gespielt habe.

## Schriften (Auswahl)
- Pompeii. Summerfield Press, New York, distributed by Thames & Hudson, 1978, ISBN 0-8467-0572-9.
- (Hrsg.): Euripides, Cyclops. With Introduction and Commentary. Clarendon Press, Oxford 1984, ISBN 0-19-814030-4.
- Reciprocity and Ritual. Homer and Tragedy in the Developing City-state. Clarendon Press, Oxford 1994, ISBN 0-19-814949-2. – Rezension von Charles Segal, Bryn Mawr Classical Review 1995.10.20
- (Hrsg.): Euripides, Bacchae. Edited with an Introduction, Translation and Commentary. Aris and Phillips, Warminster 1996. – Rezension von Michael Halleran, Bryn Mawr Classical Review 1996.11.01
- (Hrsg. mit Christopher Gill und Norman Postlethwaite): Reciprocity in Ancient Greece. Oxford University Press, Oxford 1998, ISBN 0-19-814997-2.
- Money and the early Greek Mind: Homer, Tragedy, and Philosophy. Cambridge University Press, Cambridge 2004, ISBN 0-521-83228-4.
- Dionysos. Routledge, London, New York 2006, ISBN 0-415-32488-2.
- Cosmology and the Polis: the Social Construction of Space and Time in the Tragedies of Aeschylus. Cambridge University Press, Cambridge 2012, ISBN 978-1-107-00927-1.
- Tragedy, Ritual and Money in Ancient Greece. Selected Essays. Cambridge University Press, Cambridge 2018, ISBN 978-1-107-17171-8. – Rezension von Ben Brown, Bryn Mawr Classical Review 2020.03.11
- The Origins of Philosophy in Ancient Greece and Ancient India. A Historical Comparison. Cambridge University Press, Cambridge 2019, ISBN 978-1-108-49955-2. – Rezension von Christopher Moore, Bryn Mawr Classical Review 2021.03.49